# Villefranche-de-Conflent

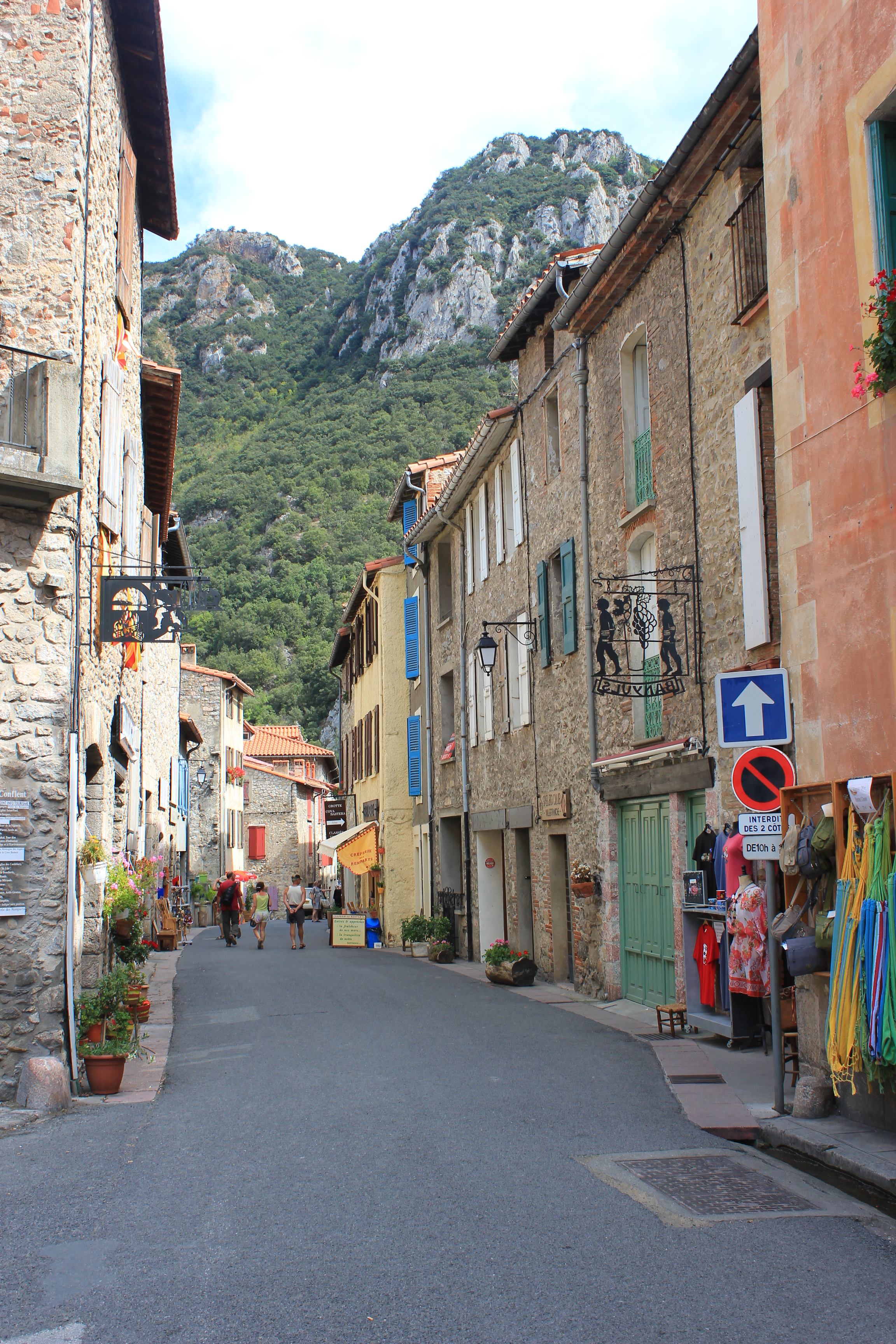
Villefranche-de-Conflent (2010)

Villefranche-de-Conflent (kat. Vilafranca de Conflent) – miejscowość i gmina we Francji, w regionie Oksytania, w departamencie Pireneje Wschodnie.
Według danych na rok 1990 gminę zamieszkiwało 261 osób, a gęstość zaludnienia wynosiła 59 osób/km² (wśród 1545 gmin Langwedocji-Roussillon Villefranche-de-Conflent plasuje się na 656. miejscu pod względem liczby ludności, natomiast pod względem powierzchni na miejscu 1037.).

## Zabytki
Zabytki na terenie gminy posiadające status monument historique:
| - budynek komunalny i kaplica grobowa na starym cmentarzu (bâtiment communal et enfeu de l'ancien cimetière) - kościół św. Jakuba (église Saint-Jacques) - Fort Libéria - szpital (hôpital) - ratusz (hôtel de ville) - dom przy rue Saint-Jacques - dom przy rue Saint-Jean - dom na rogu ulic rue Saint-Jean i rue Saint-Jacques - dom Alazet (maison Alazet) - dom Autié (maison Autié) - dom Berjoan (maison Berjoan) - dom Berjoan Léon (maison Berjoan Léon) - dom Carreras (maison Carreras) - dom Deixonne (maison Deixonne) - dom Durand Henriette (maison Durand Henriette) | - dom Durand Raoul (maison Durand Raoul) - dom d'Inès de Llad (maison d'Inès de Llad) - dom de l'Infante (maison de l'Infante) - dom Laporte (maison Laporte) - dom Marty Jacques (maison Marty Jacques) - dom Marty Joseph (maison Marty Joseph) - dom Masdeu (maison Masdeu) - dom Maury Emile (maison Maury Emile) - dom Py Cécile (maison Py Cécile) - dom Tafanelli (maison Tafanelli) - dom Verges Jacques (maison Verges Jacques) - dom Verges Jacques na rogu ulic rue Saint-Jean i ruelle des Remparts (maison Verges Jacques à l'angle de rue Saint-Jean et ruelle des Remparts) - dom Verges Pierre (maison Verges Pierre) - mury obronne (remparts) |

## Populacja

Populacja Villefranche-de-Conflent w latach 1962–2008